# Кунеац (Долина Аосте)
Кунеац је насеље у Италији у округу Долина Аосте, региону Долина Аосте.
Према процени из 2011. у насељу је живело 9 становника. Насеље се налази на надморској висини од 2069 м.